# Gunnarshús
Gunnarshús (på svenska ibland benämnt som Gunnarshus) i Reykjavik är isländska författarförbundets hus. Det var tidigare den isländske författaren Gunnar Gunnarssons (1889–1975) och hans hustru Franziscas sista hem. När huset byggdes 1950–52 var det en milstolpe och ett tidigt isländskt exempel på isländsk modernistisk arkitektur.
Gunnarshús ritades 1950–52 av den nyutbildade arkitekten Hannes Kr. Davidsson, och det förebådade nya internationella trender med sin råbetong och stora pivåhängda fönster.
Författarens sondotter var angelägen om att huset skulle bli ett författarcentrum, och 1991 förvärvades det av staden Reykjavik. Sedan år 1997 har författarförbundet haft tillgång till huset, och år 2012 överlät staden huset till författarförbundet.
Författarförbundet arrangerar många litterära evenemang i Gunnarshús, och erbjuder författarnas och översättarnas olika grupperingar att mötas där. Författarförbundet har även mottagningar i huset för utländska författare och översättare och ger dem möjlighet att träffa sina isländska kollegor.
Sedan 1999 finns en gästlägenhet i Gunnarshús för besökande författare och översättare.

## Utsikt från Gunnarshús och interiör

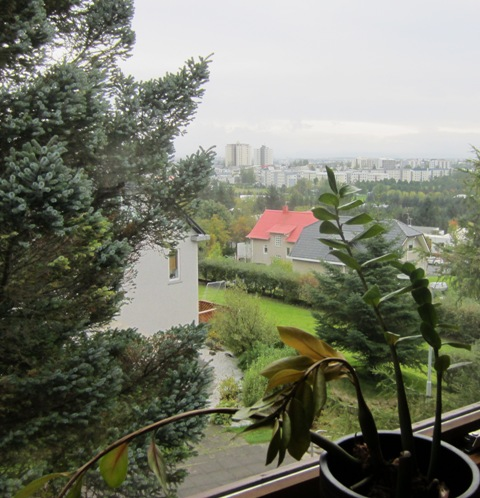
Åt vänster
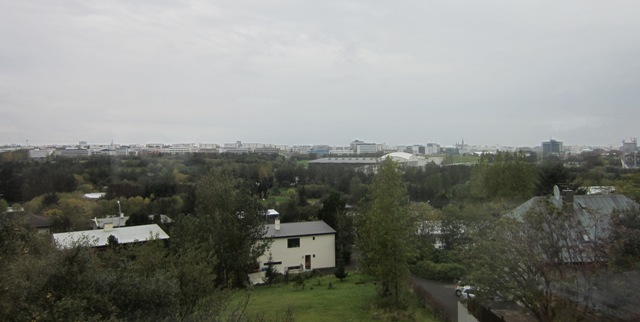
Mot baksidan
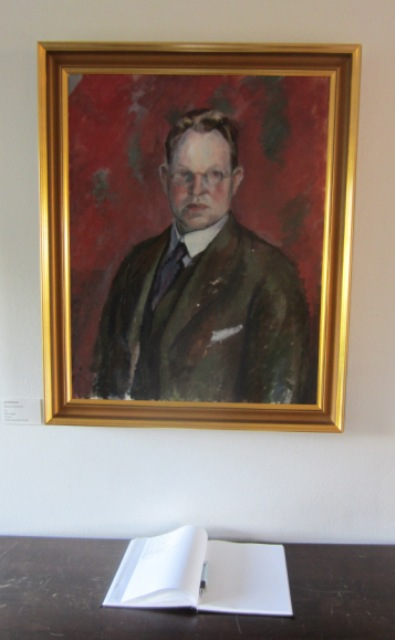
Gunnar Gunnarssons porträtt ovanför gästboken
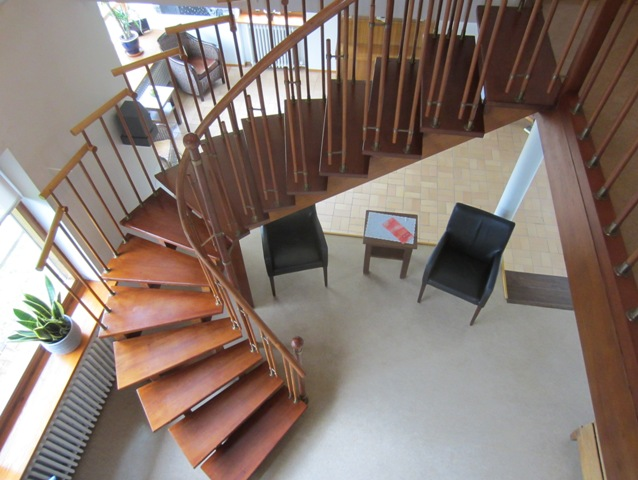
Interiör
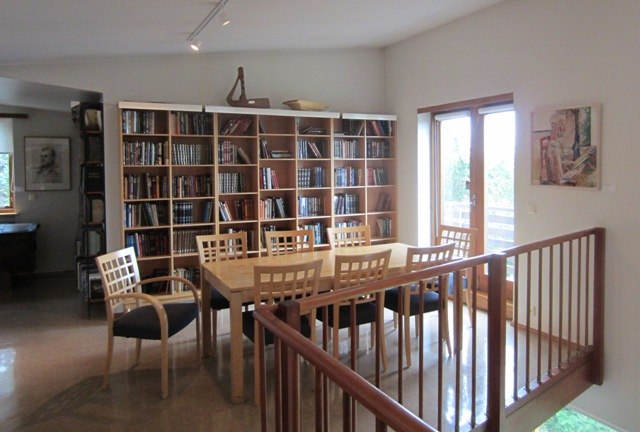
Interiör
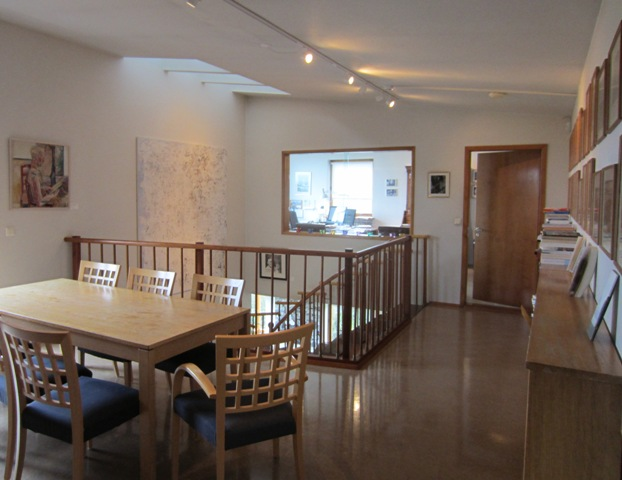
Interiör